# Штейн, Фридрих фон
Фридрих фон Штейн (нем. Friedrich von Stein; 1818—1885) — немецкий зоолог, ректор Карлова университета; член Саксонской и Баварской академий наук.

## Биография
Фридрих Штейн родился 3 ноября 1818 года в городе Нимегке. С 1838 года изучал естественные науки в Берлинском университете и в 1841 году получил степень доктора философии.
Завершив образование, работал в Берлинском зоологическом музее, хранителем которого назначен в 1843 году, в то же время был назначен преподавателем зоологии и ботаники при городском ремесленном училище.
С 1848 года Штейн читал лекции зоологии в качестве приват-доцента, в 1849 году перешел в Бонн первым хранителем зоологического музея, а в следующем году приглашен в качестве ординарного профессора зоологии и ботаники в Тарандтскую лесную академию.
В 1855 году занял кафедру зоологии при Пражском университете.
В 1872 году отправился на остров Гельголанд с целью изучить строение ночесветки (Noctiluca miliaris). Еще учеником гимназии Штейн обнаружил склонность к естественным наукам и поместил в журнале Окена «Isis» несколько статей по биологии и систематике насекомых. Влияние таких ученых, как И. Мюллер, Лихтенштейн и других, которые развивали в нём эту наклонность, увенчалось блистательным успехом: Штейн вскоре после окончания курса университета предпринял исследования анатомии и физиологии насекомых, результатом которых явилась статья: «Vergleichende Anatomie und Physiologie der Insecten in Monographien bearbeitet. I. Die weiblichen Geschlechtsorgane der Käfer» (Берлин, 1847). На этой первой монографии и закончился предпринятый Штейном обширный труд, так как он перешел к исследованию другой группы животного царства, простейших, и в этой области стал одним из первых авторитетов своего времени.
Вскрывая жуков для исследований их анатомии, фон Штейн заинтересовался еще почти тогда неизвестными грегаринами и начал их изучать, причем первым указал на то, что грегарины являются действительно самостоятельными животными, а не личиночными стадиями высших животных. От грегарин Штейн перешел к изучению морфологии инфузорий и их размножения, и пришел к убеждению, что инфузории, вопреки учениям Эренберга, ничуть не являются высокоорганизованными формами, а одноклеточными животными; кроме этого, Штейн точно изучил внутреннюю организацию инфузорий, выделил из этого класса все посторонние формы и соединил настоящих инфузорий в один резко очерченный класс.
Штейн изучил также организацию и размножение жгутиконосцев, которых он отнес к животным, причем открыл половое размножение у родов Euglena, Chlamydomonas и др. и первый предложил классификацию этой группы.
Штейн не успел окончить задуманный им труд под заглавием «Die Naturgeschichte der Infusorien Flagellaten».
Фридрих фон Штейн умер 9 января 1885 года в городе Праге.